# 佐々木久之
佐々木 久之（ささき ひさゆき、1970年1月16日 - ）日本の政治家。千葉県鴨川市長（1期）。元千葉県鴨川市議会議員（3期）。

## 経歴
千葉県鴨川市出身。鴨川市立鴨川中学校、千葉県立長狭高等学校、帝京大学経済学部卒業。
社団法人鴨川青年会議所第39代理事長、2008年度社団法人日本青年会議所関東地区千葉ブロック協議会監事、社会福祉法人悠人会嶺岡園評議委員、鴨川市教育委員会委員長、鴨川市観光協会総務委員会委員長、千葉県採石事業協同組合専務理事、鴨川松島再生プロジェクト協議会会長、2014年から鴨川市議会議員選挙で3期連続当選。鴨川市議会議長を務めた。
2015年南房総観光連盟功労者表彰、2016年千葉県観光物産協会功労者表彰。
2025年、鴨川市長選挙に立候補し、元市長の亀田郁夫を破り、初当選した。